# Tetsuya Saruwatari
Tetsuya Saruwatari (猿渡哲也, Saruwatari Tetsuya), né le 25 juin 1958 est un mangaka. Il est né à Ōmuta dans la Préfecture de Fukuoka, au Japon.
Il est connu principalement pour son manga Tough.

## Biographie
Après avoir arrêté l'école au lycée, il a travaillé comme assistant de Shinji Hiramatsu et Hiroshi Motomiya.

## Ses œuvres
- Dog Soldier
- Riki-Oh
- Dokuro
- Ogyoujin Oniwakamaru
- Oton
- Tough
- Free Fight
- Lock-up - Manga sur le puroresu, le catch japonais (terminé en 4 tomes)